# Stockholm–Rimbo Järnvägsaktiebolag
Stockholm–Rimbo Järnvägsaktiebolag (SRJ) var namnet på företaget som byggde början av Roslagsbanan på sträckan Stockholm Ö–Rimbo öppnad 1885.  Bolaget kom med tiden att överta de smalspåriga järnvägarna i Roslagen. När Svenska staten enligt 1939 år riksdagsbeslut köpte Stockholm–Rimbo Järnvägsaktiebolag och dotterbolaget Dannemora–Hargs Järnvägsaktiebolag 1951 ägde dessa tillsammans hela Stockholm–Roslagens Järnvägar. Staten slog samman bolagen i Stockholm–Rimbo Järnvägsaktiebolag den 1 januari 1953. Driften av SRJ uppgick i dåvarande Statens Järnvägar 1959.
Även om bolagsnamnet behölls ändrades 1909 namnet på järnvägarna till Stockholm–Roslagens Järnvägar fortfarande med SRJ som signatur.

## Inköpta bolag
- 1892 Djursholmsbanan från Djursholms AB[2]
- 1905 Länna–Norrtälje Järnväg[4]
- 1908 Uppsala–Länna Järnväg[5]
- 1909 Södra Roslags Kustbana[6]
- 1935 Rimbo–Sunds Järnväg[7]

## Dotterbolag
- 1918–1935 Faringe–Gimo Järnväg[8]
- 1926–1953 Dannemora–Hargs Järnväg (100% ägande 1926-)[3][9]

## Trafikerade järnvägar
- Från 1890 Djursholmsbanan[2]
- Från 1897 Rimbo–Sunds Järnväg[7]
- Från 1901 Södra Roslags Kustbana[6]
- Från 1905 Länna–Norrtälje Järnväg[4]
- Från 1905 Uppsala–Länna Järnväg[5]
- Från 1911 Långängsbanan (nedlagd 1966)
- Från 1918 Faringe–Gimo Järnväg[8]
- Från 1921 Dannemora–Hargs Järnväg[9]